# Punta del Agua (Córdoba)
Punta del Agua es una localidad situada en el departamento Tercero Arriba, provincia de Córdoba, Argentina.
La pedanía Punta del Agua comprende en la actualidad varias localidades en virtud de que fue una posta y merced muy antigua, adjudicada primeramente a Pedro Ferreyra de Aguiar en 1689.
Se encuentra situada en las cercanías de las localidades de Las Perdices, Dalmacio Vélez Sárfield, Isletillas, y Hernando.
La principal actividad económica es la agricultura, seguida por la ganadería, siendo el principal cultivo la soja.

## Toponimia
El arroyo Tegua es el curso de agua que finalizaba su recorrido en este paraje, de allí se deriva el término de Punta del Agua, con el tiempo este arroyo profundizó su cauce, atravesando hoy la ruta 158, entre las localidades de Dalmacio Vélez y Las Perdices.

## Población
Cuenta con 224 habitantes (Indec, 2022), lo que representa un incremento del 22% frente a los 175 habitantes (Indec, 2010) del censo anterior.
| Gráfica de evolución demográfica de Punta del Agua entre 1991 y 2010 |
|                                                                      |
| Fuente: Censos nacionales del INDEC                                  |